# Refugi del Pla de l'Estany
El refugi de Pla de l'Estany, també conegut com a refugi de Joan Canut, és un refugi de muntanya de la Parròquia de la Massana (Andorra) a 2.050 m d'altitud i situat a la part superior del Pla de l'Estany.

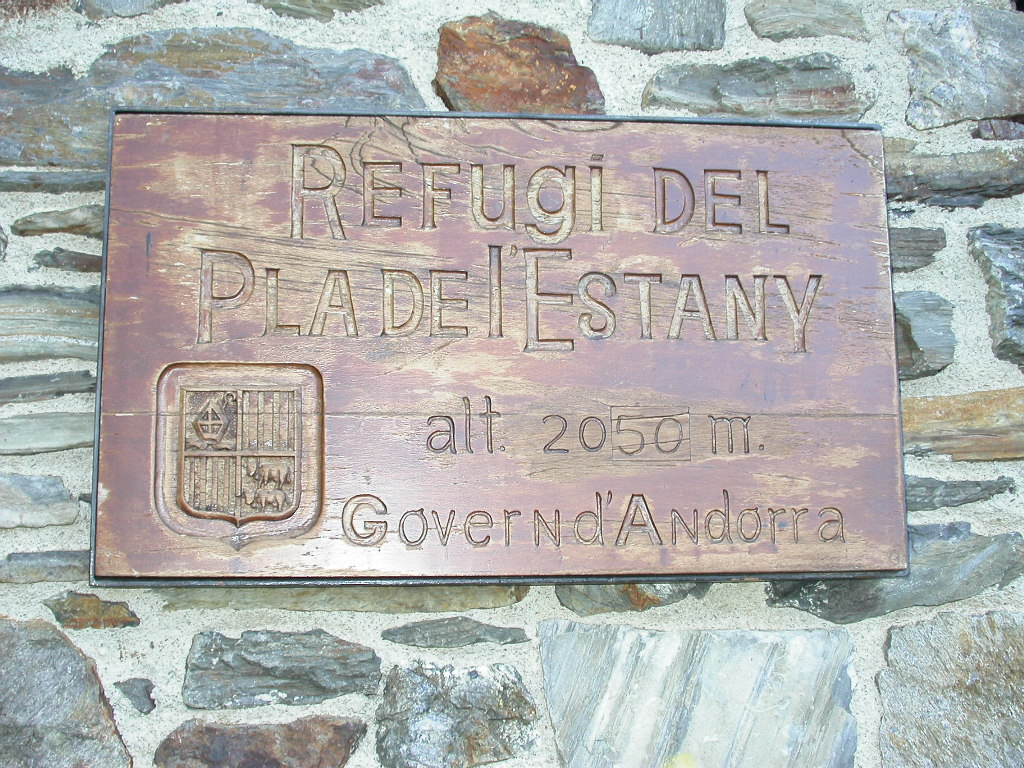
Placa identificativa a l'exterior.